# Probopyrus abhoyai
Probopyrus abhoyai är en kräftdjursart som först beskrevs av Goverdhan Lal Chopra 1923.  Probopyrus abhoyai ingår i släktet Probopyrus och familjen Bopyridae. Inga underarter finns listade i Catalogue of Life.